# Live Anywhere
Le service Live Anywhere a été créé par Microsoft pour étendre le service Windows Live afin de faire interagir la Xbox 360, les téléphones mobiles équipés de Windows Mobile et les ordinateurs équipés de Windows Vista. Ce service est une passerelle pour le Xbox Live afin d'être toujours connecté à sa liste d'amis, de recevoir ses messages et invitations sur n'importe quel des produits sus-cités à n'importe quel moment.

## Historique

### Compatibilité Online Xbox 360/PC
Lors du lancement en 2007, la principale nouveauté du Live Anywhere est la possibilité pour les joueurs de s'affronter sur le même jeu en jouant sur Xbox 360 et sur PC. Les deux plates-formes sont totalement compatibles avec l'arrivée de Windows Vista et des jeux comme Shadowrun sont spécialement développés pour en profiter. 

### Chronologie des plateformes compatibles
| Plateforme                | Nom du service           | Date de lancement | Date d'arrêt   |
| ------------------------- | ------------------------ | ----------------- | -------------- |
| Xbox                      | Xbox Network             | Novembre 2001     | Avril 2010     |
| Xbox 360                  | Xbox Network             | Novembre 2005     |                |
| Xbox One                  | Xbox Network             | Novembre 2013     |                |
| Windows Vista and 7       | Games for Windows – Live | Mai 2007          | Juillet 2014   |
| Windows 8 and Windows 8.1 | Xbox for Windows         | Octobre 2012      |                |
| Windows Phone             | Xbox for Windows Phone   | Octobre 2010      |                |
| Zune                      | Zune Social              | Septembre 2008    | Septembre 2011 |

## Fonctionnalités
- Identifiant unique pour toutes les plateformes (relié au Windows Live ID)
- Chat inter-plateformes, incluant texte et voix
- Liste d'amis et de messages unique
- Monnaie virtuelle unique pour acheter divers contenus (jeux, musique, vidéos, contenus) : les Microsoft Points
- Jeu multijoueur en ligne inter-plateformes